# Марія Коренчова
Марія Коренчова (словац. Mária Korenčiová; нар. 27 квітня 1989, Братислава, Чехословаччина) — словацька футболістка, воротар іспанського клубу «Леванте» та національної збірної Словаччини.

## Клубна кар'єра
Народилася 1989 року в Братиславі. Футболом розпочала займатися в академії «Ламача», а згодом перейшла до «Слована». З 2005 по 2012 рік захищала кольори вище вказаного клубу, у футболці якого виграла 4 поспіль титули чемпіона Словаччини (в період з 2009 по 2012 рік) та 3 кубки Словаччини (2009, 2011, 2012). У футболці словацького клубу дебютувала у кваліфікаційного раунду жіночого Кубка УЄФА у серпні 2005 року в програному (0:1) поєдинку проти боснійського «СФК 2000».
Після нетривалого періоду перебування у чеському клубі «Славія», у 2013 році переїхала до Німеччини, у Санд. За нову команду дебютувала 8 грудня 2013 року в переможному (7:1) домашньому поєдинку Другої Бундесліги проти «Бад-Ноєнара», в якому вийшла на поле в перерві замість Маллорі Лофтон-Малачі. Змагання завершилися перемогою біло-синіх у своїй групі та виходом до Бундесліги. Дебютувала у вищому дивізіон 12 жовтня 2014 року, вийшовши на поле в стартовому складі програного (0:4) поєдинку проти «Вольфсбурга». Після 3 сезонів завершив 16 матчів у першій команді та 4 — у другій, допомогла зайняти 10 та 9 місце відповідно в Бундеслізі.
У липні 2016 року перейшов у швейцарський «Нойнкірх», у футболці якої зіграла 6 матчів, виграла чемпіонат та Кубок Швейцарії. У 2017 році повернулася до Німеччини, до «Фрайбурга». За нову команду дебютувала 31 березня 2018 року у переможному (3:0) виїзному поєдинку чемпіонату проти «Вердера», в якому вона вийшла на 80-й хвилині замість Лаури Бенкарт. Завершив сезон з 8-ма матчами в першій команді та 4 — у другій, допомогла команді посісти 3-тє місце в чемпіонаті.
У липні 2018 року вона змінила країну, переїхавши до Італії, де приєдналася до новоствореної жіночої команди «Мілана». У 2020 році ставала найкращою футболісткою Словаччини Перші три сезони була основним воротарем, а в сезоні 2021/22 років стала дублеркою Лаури Джуліані. У січні 2020 року розірвала контракт з «россонері» і переїхала до іспанського «Леванте» з Прімера Дивізіону.

## Кар'єра в збірній
У вересні 2005 року дебютувала за жіночу молодіжну збірну Словаччини (WU-19). Виступала у команді три роки (до 2008 року), за цей час провела 12 офіційних матчах.
У футболці національної збірної Словаччини дебютувала 23 листопада 2006 року (у віці 17 років) у переможному (8:0) поєдинку останнього туру попереднього раунду чемпіонату Європи 2009 року проти Мальти в Бецдорфі.

## Статистика виступів

### Клубна
Станом на 23 травня 2021.
| Сезон              | Команда            | Чемпіонат          | Чемпіонат | Чемпіонат | Нац. кубок | Нац. кубок | Нац. кубок | Конт. кубок | Конт. кубок | Конт. кубок | Інші кубки | Інші кубки | Інші кубки | Загалом | Загалом |
| Сезон              | Команда            | Змаг.              | Матчі     | Голи      | Змаг.      | Матчі      | Голи       | Змаг.       | Матчі       | Голи        | Змаг.      | Матчі      | Голи       | Матчі   | Голи    |
| ------------------ | ------------------ | ------------------ | --------- | --------- | ---------- | ---------- | ---------- | ----------- | ----------- | ----------- | ---------- | ---------- | ---------- | ------- | ------- |
| 2013-2014          | «Санд»             | 2 БЛ               | 1         | -1        | КН         | 0          | 0          | -           | -           | -           | -          | -          | -          | 1       | -1      |
| 2014-2015          | «Санд»             | БЛ                 | 10        | -19       | КН         | 1          | 0          | -           | -           | -           | -          | -          | -          | 11      | -19     |
| 2015-2016          | «Санд»             | БЛ                 | 5         | -6        | КН         | 2          | -5         | -           | -           | -           | -          | -          | -          | 7       | -11     |
| Усього за «Санд»   | Усього за «Санд»   | Усього за «Санд»   | 16        | -26       |            | 3          | -5         |             | -           | -           |            | -          | -          | 19      | -31     |
| 2016-2017          | «Нойнкірх»         | ЛНА                | 25        | ?         | КШ         | ?          | ?          | -           | -           | -           | -          | -          | -          | 25+     | ?       |
| 2017-2018          | «Фрайбург»         | БЛ                 | 8         | -5        | КН         | 1          | 0          | -           | -           | -           | -          | -          | -          | 9       | -5      |
| 2018-2019          | «Мілан»            | A                  | 20        | -16       | КІ         | 3          | -3         | -           | -           | -           | -          | -          | -          | 23      | -19     |
| 2019-2020          | «Мілан»            | A                  | 14        | -12       | КІ         | 2          | -2         | -           | -           | -           | -          | -          | -          | 16      | -14     |
| 2020-2021          | «Мілан»            | A                  | 20        | -11       | КІ         | 5          | -4         | -           | -           | -           | СІ         | 1          | -1         | 26      | -17     |
| лип.-гр. 2021      | «Мілан»            | A                  | 2         | -1        | КІ         | 2          | 0          | ЛЧУ         | 0           | 0           | СІ         | -          | -          | 4       | -1      |
| Загалом за «Мілан» | Загалом за «Мілан» | Загалом за «Мілан» | 56        | -40       |            | 12         | -9         |             | 0           | 0           |            | 1          | -1         | 69      | -50     |
| січ.-лип. 2022     | «Леванте»          | ПД                 | 0         | 0         | КІ         | 0          | 0          | -           | -           | -           | -          | -          | -          | 0       | 0       |
| Усього за кар'єру  | Усього за кар'єру  | Усього за кар'єру  | 105       | -71       |            | 16         | -14        |             | 0           | 0           |            | 1          | -1         | 122+    | -86     |

## Досягнення
«Нойнкірх»
- Чемпіонат Швейцарії
  -  Чемпіон (1): 2016/17
- Кубок Швейцарії
  -  Володар (1): 2016/17

«Слован» (Братислава)
- Чемпіонат Словаччини
  -  Чемпіон (4): 2008/09, 2009/10, 2010/11, 2011/12
- Кубок Словаччини
  -  Володар (3): 2009, 2011, 2012

«Санд»
- Друга Бундесліга (зона «Південь»)
  -  Чемпіон (1): 2013/14